# Lac Guillelmo
Le Lac Guillelmo est un lac andin d'origine glaciaire situé en Argentine, à l'ouest de la province de Río Negro, dans le département de Bariloche, en Patagonie. 

## Toponymie

Carte du parc national Nahuel Huapi.

Son nom rappelle celui du Père jésuite Juan José Guillelmo qui, au XVIIe siècle, parcourut la région afin de prendre contact et convertir les tribus amérindiennes.

## Description
Le lac Guillelmo se trouve entièrement sur le territoire du parc national Nahuel Huapi. Il s'allonge du sud vers le nord sur près de 7 kilomètres, dans une étroite vallée d'origine glaciaire. Ses rives sont recouvertes d'un manteau forestier, en partie malheureusement dégradé par d'anciens incendies de forêt.
Le lac fait partie du bassin versant du río Manso, et appartient de ce fait au bassin de l'Océan Pacifique.

## Émissaire
L'émissaire du lac Guillelmo est l' arroyo Guillelmo qui  prend naissance au niveau de son extrémité nord et déverse ses eaux dans le lac Mascardi dans la zone de Villa Mascardi. 
Pour augmenter la dénivellation qui sépare les deux lacs, on y a construit un barrage, élevant ainsi le niveau du lac Guillelmo, cela dans le but de produire un optimum d'énergie électrique pour les besoins de la zone.
L' arroyo Guillelmo reçoit en outre en rive droite l'émissaire de la lagune Verde et contourne par l'est la lagune Juventus, distante d'à peine 650 mètres de l'extrémité nord du lac Guillelmo.

## Accès
La rive ouest du lac est longée du nord au sud par la route nationale 40. 

Le lac Guillelmo se trouve dans les environs immédiats de Villa Mascardi, localité éminemment touristique, et pas très loin de la ville de San Carlos de Bariloche, capitale touristique de tout le sud argentin. 
Mais la dégradation de ses abords a limité son attrait touristique. Il est dès lors fréquenté surtout par les pêcheurs de salmonidés.